# Brochocoleus minor
Brochocoleus minor is een keversoort uit de familie Ommatidae. De wetenschappelijke naam van de soort is voor het eerst geldig gepubliceerd in 2000 door Ponomarenko.